# Компель (Гнезненський повіт)
Компель (пол. Kąpiel, нім. Kompiel) — село в Польщі, у гміні Чернеєво Гнезненського повіту Великопольського воєводства.
Населення — 64 особи (2011).
У 1975-1998 роках село належало до Познанського воєводства.

## Демографія
Демографічна структура станом на 31 березня 2011 року:
|          | Загалом | Допрацездатний вік | Працездатний вік | Постпрацездатний вік |
| -------- | ------- | ------------------ | ---------------- | -------------------- |
| Чоловіки | 35      | 4                  | 28               | 3                    |
| Жінки    | 29      | 5                  | 19               | 5                    |
| Разом    | 64      | 9                  | 47               | 8                    |